# Ударник (деталь)

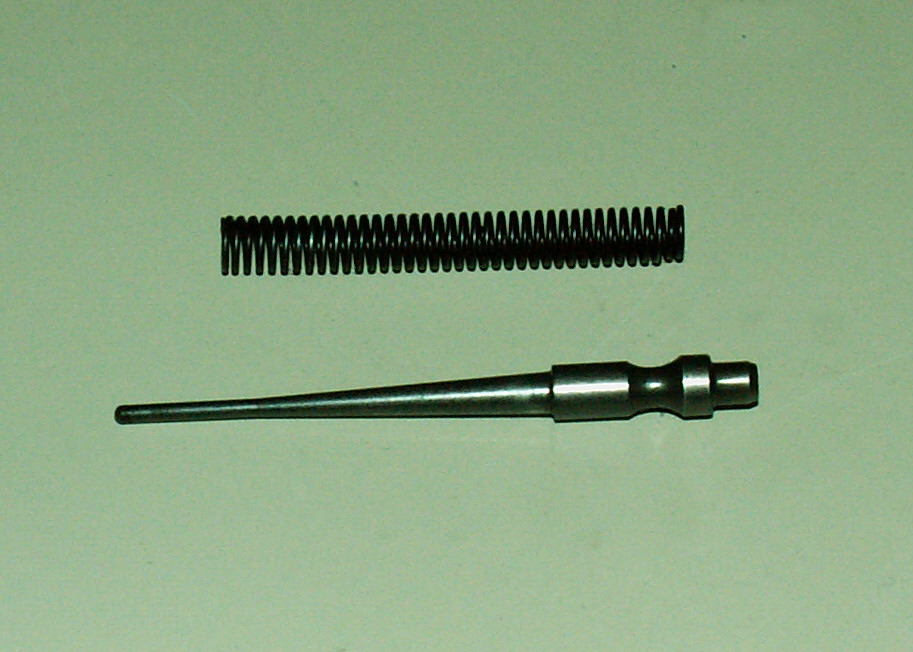
Ударник пістолета Para Ordnance P16-40

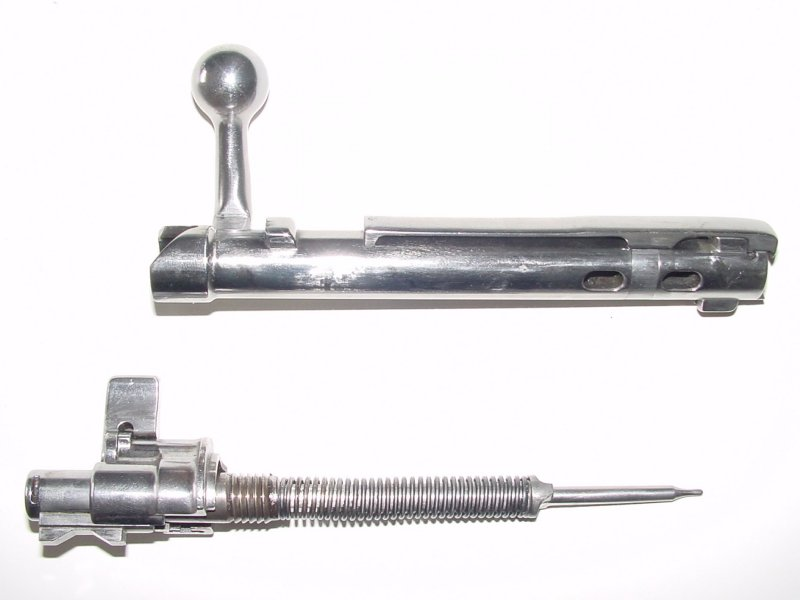
Затвор гвинтівки Mauser 98 (угорі) з вийнятим ударником (унизу)

Ударник — деталь ударно-спускового механізму вогнепальної зброї. Являє собою стрижень, який здійснює при пострілі поступальний рух і своїм переднім кінцем (бійчиком) розбиває капсуль. Ударник приводиться в рух бойовою (гвинтівка Мосіна) або поворотно-бойовою пружиною або безпосередньо (пістолет Браунінга зразка 1910 р.), або через курок (пістолет Макарова, автомат Калашникова), затворну раму (кулемет ДП), спеціальний важіль (пістолет Браунінга зразка 1900). У більшості пістолетів-кулеметів ударником служить затвор.
У багатьох системах ударник підпирається невеликою пружиною, щоб бійчик не міг випадково вдарити по капсулю, наприклад, при сильному струсі зброї.

### Типи набоїв

Анімація пострілу з голчастої гвинтівки Дрейзе, з її особливим голчастим бойком.

В сучасній вогнепальній зброї використовують два типи металевих набоїв центрального та кільцевого запалення. В набоях центрального запалення капсуль розташований в центрі донця гільзи. Бойки під набої центрального мають круглий переріз. Зазвичай, вони рухаються через отвір в затворі відцентровано відносно каналу ствола.
В набої кільцевого запалення капсуль знаходиться по краю донця гільзи. Хоча в зброї під набій кільцевого запалення можна використовувати бойки з круглим перерізом, зазвичай бойки квадратного або трикутного перерізу і тупим кінцем. Пласкі бойки можна штампувати з пласкої металевої пластини. Бойок зазвичай рухається через проріз у затворі (замість отвору), якій зміщений вбік відносно центральної осі канала ствола. Цей метод виробництва є простим та зменшує вартість. Зазвичай рекомендується не робити «холості постріли» з такої зброї (тобто не стріляти без набою в патроннику), оскільки бойок може вдарити по поверхні патронника, деформуватися або зламатися.

#### Історичні набої

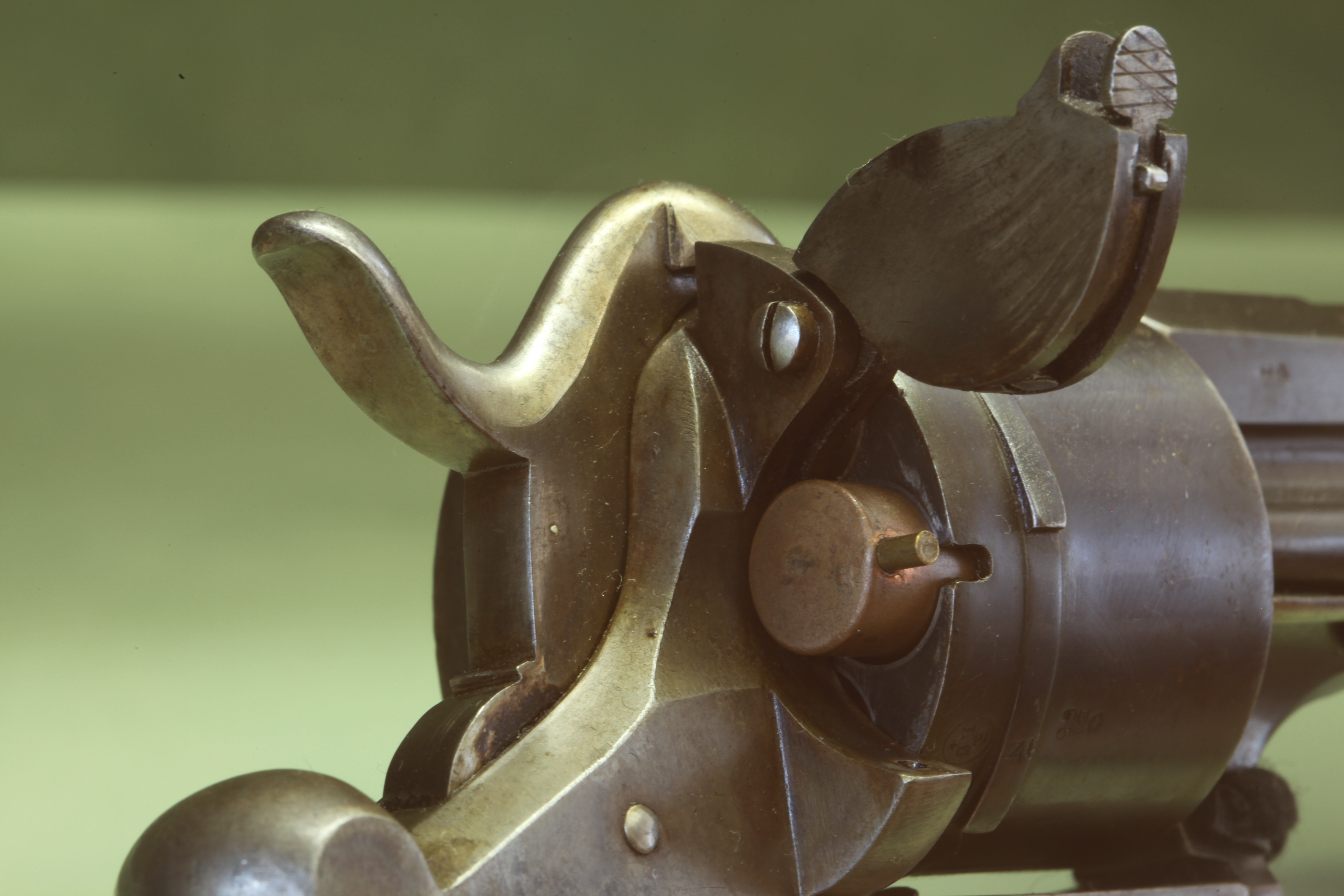
Шпильковий револьвер Lefaucheux M1858. Видно шпильку, яка виступає з гільзи.

В 1808 році швейцарський зброяр Жан Самуель Полі в співпраці з французьким зброярем Франсуа Прела створили перший унітарний набій з вбудованим капсулем. В паперовому набої використали металеве денце з наскрізним отвором, критим ударним запальним составом. До того ж Полі створив казнозарядний дробовик під цей набій, де було використано бойок та зовнішній курок.
В голчастій гвинтівці Дрейзе 1836 року використано паперовий набій, де капсуль є частиною піддону, який утримує кулю і знаходиться перед запальним зарядом. Голчастий бойок виступає з поверхні затвора і вдаряє по набою, коли затвор закритий. При стрільбі, підпружинений голчастий бойок ударяє по капсулю в піддоні. На відміну від набою Полі, який не отримав поширення, гвинтівка Дрейзе була прийнята на озброєння Пруссії в якості піхотної гвинтівки. Ця гвинтівка стала першою військовою казнозарядною гвинтівкою з унітарним набоєм та першою зброєю, де було використано бойок.
В 1935 році було запатентовано шпильковий набій, де було використано металеву гільзу з вмонтованою ударною шпилькою, яка була розташована біля денця гільзи. Шпильку потрібно було вирівняти з відповідним отвором у каморі; це є недоліком у порівнянні з набоями кільцевого та центрального запалення, які є більш безпечнішими.

### Курки бічних замків
Конструкції перших гвинтівок, які стріляли унітарними набоями, зазвичай мали бічні замки, де курок було розташовано з ліворуч або праворуч відносно центральної осі каналу ствола. У гвинтівці Springfield Model 1865 з відкидним затвором задня трубка з бойком з затвором знаходиться під кутом до центральної лінії стволу відносно курка. В гвинтівці Шарпса використано блок бойка для вирішення проблеми вирівнювання. Блок розташовано у виїмці в затворі. Після удару курка, весь блок рухається вперед. Частина блоку з бойком розташована на центральній лінії з каналом стволу і вдаряє по капсулю.

### Фіксовані бойки

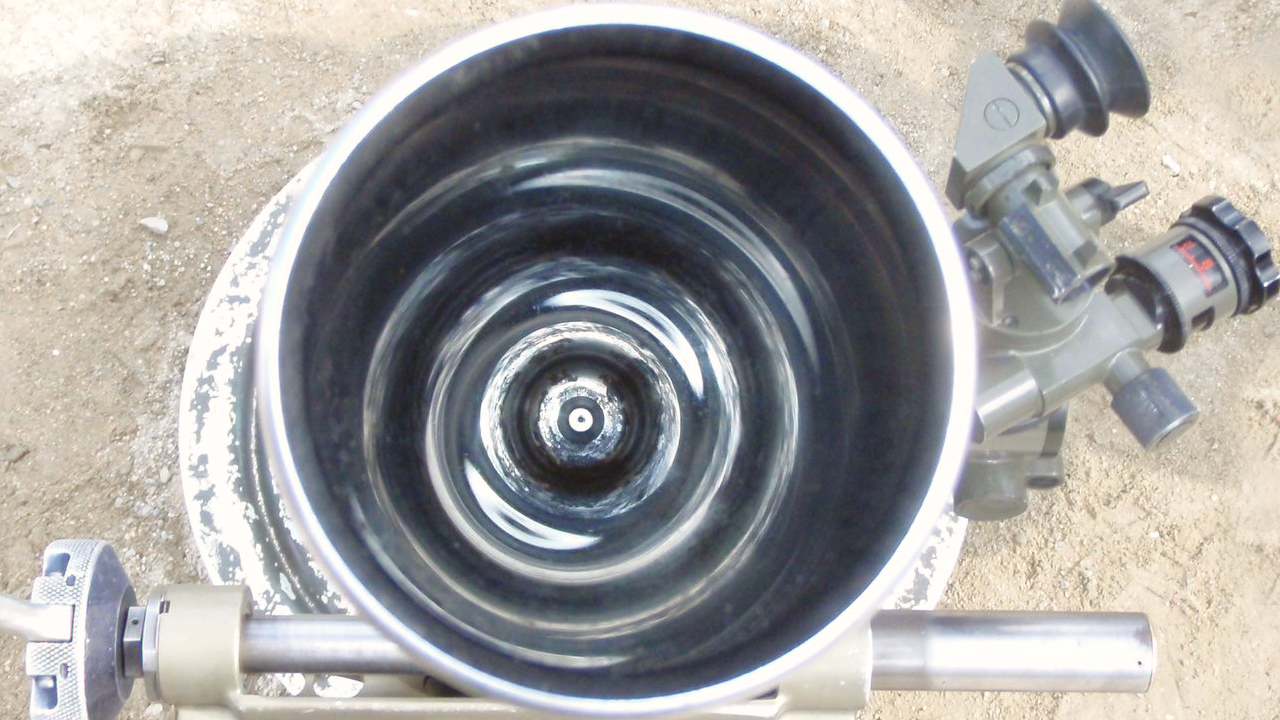
В нижній частині стволу міномету L16 видно фіксований бойок.

Багато револьверів мають зафіксований на курку бойок. Прості пістолети-кулемети з вільним затвором, які стріляють з вільного затвора часто мають фіксовані бойки, які виступають з поверхні затвора. Коли затвор повністю закриває казенник, бойок б'є по капсулю нового набою і відбувається постріл. Прикладом такої зброї є пістолети-кулемети Owen та F1. Деякі міномети мають фіксовані бойки в затворі. Коли в ствол міномета закидають міну, капсуль у денці вдаряється в бойок та підпалює заряд.

### Плаваючі бойки
У збройній термінології плаваючий бойок — такий, що не підпружинений зворотною пружиною. Хоча бойок не може просто випасти з ні вперед, ні назад, він все ж вільно рухається у межах спеціальних упорів. Гвинтівка з поворотним затвором Springfield Model 1865 є прикладом зброї з плаваючим бойком.